# Kanton Pornic
Der Kanton Pornic (bretonisch Kanton Pornizh) ist seit 1790 ein französischer Wahlkreis im Arrondissement Saint-Nazaire, im Département Loire-Atlantique und in der Region Pays de la Loire; sein Hauptort ist Pornic.

## Geschichte
Der Kanton entstand 1790. Von 1790 bis 2015 gehörten fünf Gemeinden zum Kanton Pornic. Mit der Neuordnung der Kantone in Frankreich stieg die Zahl der Gemeinden 2015 auf 8. Zu den bisherigen Gemeinden kamen 2 der 6 Gemeinden des bisherigen Kantons Bourgneuf-en-Retz und die Gemeinde Chauvé aus dem Kanton Saint-Père-en-Retz hinzu.

## Lage
Der Kanton liegt im Südwesten des Départements Loire-Atlantique.

## Gemeinden und Bevölkerung
Der Kanton besteht aus acht Gemeinden und Gemeindeteilen mit insgesamt 42.666 Einwohnern (Stand: 1. Januar 2022) auf einer Gesamtfläche von 236,14 km²:
| Gemeinde               | Gallo         | Bretonisch          | Einwohner (2022) | Fläche (km²) | Code postal  | Code Insee |
| ---------------------- | ------------- | ------------------- | ---------------- | ------------ | ------------ | ---------- |
| Chaumes-en-Retz        | Chaumes       | Kalaved-Raez        | 4.497            | 38,92        | 44320, 44680 | 44005      |
| Chauvé                 | Chauvàè       | Kalveg              | 3.035            | 40,98        | 44320        | 44038      |
| La Bernerie-en-Retz    | Bèrneriy      | Kerverner-Raez      | 3.523            | 6,09         | 44760        | 44012      |
| La Plaine-sur-Mer      | La Plaènn     | Plaen-Raez          | 4.617            | 16,39        | 44770        | 44126      |
| Les Moutiers-en-Retz   | Lez Móstiers  | Mousterioù-Raez     | 1.846            | 9,58         | 44580        | 44106      |
| Pornic                 | Port-Nitz     | Pornizh             | 18.382           | 94,18        | 44210        | 44131      |
| Préfailles             | Préfaylh      | Pradvael            | 1.246            | 4,88         | 44770        | 44136      |
| Saint-Michel-Chef-Chef | Saent-Michaèu | Sant-Mikael-Keveger | 5.520            | 25,12        | 44730        | 44182      |
| Kanton Pornic          | Port-Nitz     | Pornizh             | 42.666           | 236,14       | -            | 4420       |

1. ↑  Nur die Fläche der ehemaligen Gemeinde Arthon-en-Retz, der Rest gehört zum Kanton Machecoul.

Der alte Kanton Pornic umfasste fünf Gemeinden auf einer Fläche von 179,83 km². Diese waren: Arthon-en-Retz, La Plaine-sur-Mer, Pornic (Hauptort), Préfailles und Saint-Michel-Chef-Chef. Er besaß vor 2015 einen anderen INSEE-Code als heute, nämlich 4432.

## Veränderungen im Gemeindebestand seit der landesweiten Neuordnung der Kantone
2016: Fusion Arthon-en-Retz und Chéméré (Kanton Machecoul) → Chaumes-en-Retz

### Bevölkerungsentwicklung
| 1962   | 1968   | 1975   | 1982   | 1990   | 1999   | 2006   | 2013   |
| ------ | ------ | ------ | ------ | ------ | ------ | ------ | ------ |
| 13.268 | 13.994 | 14.959 | 16.153 | 17.760 | 21.305 | 25.680 | 28.055 |

## Politik
Im 1. Wahlgang am 22. März 2015 erreichte keines der sechs Wahlpaare die absolute Mehrheit. Bei der Stichwahl am 29. März 2015 gewann das Gespann Patrick Girard/Christiane Van Goethem (beide Union de la Droite) gegen Alain Breuil/Barbara Lussaud (beide FN) mit einem Stimmenanteil von 74,3 % (Wahlbeteiligung:52,6 %).
Seit 1945 hatte der Kanton folgende Abgeordnete im Rat des Départements:
| Vertreter im conseil général des Départements | Vertreter im conseil général des Départements | Vertreter im conseil général des Départements    |
| Amtszeit                                      | Name                                          | Partei                                           |
| --------------------------------------------- | --------------------------------------------- | ------------------------------------------------ |
| 1945–1967                                     | Pierre Fleury                                 | RPF, dann Action républicaine et sociale und DVD |
| 1967–1976                                     | Jean Courot                                   | Républicains indépendants, dann DVD              |
| 1976–1998                                     | Michel Guisseau                               | DVD                                              |
| 1998–2007                                     | Philippe Boënnec                              | RPR, dann UMP                                    |
| 2007–2015                                     | Patrick Girard                                | UMP                                              |
| 2015–2021                                     | Patrick Girard Christiane Van Goethem         | LR                                               |
| 2021–                                         | Pierre Martin Christiane Van Goethem          | DVD LR                                           |